# Lars Berger
Pour les articles homonymes, voir Berger (homonymie).
Lars Berger, né le 1er mai 1979 à Levanger, est un biathlète et fondeur norvégien. D'abord biathlète depuis le début de sa carrière, il exploite avec succès ses qualités de fondeur à l'occasion de certaines compétitions de ski de fond. Son palmarès est ainsi riche de médailles et titres mondiaux dans les deux sports. Sa sœur cadette, Tora Berger, pratique également le biathlon au plus haut niveau.

## Carrière
Il commence le ski de fond à six ans mais se tourne vers le biathlon, alliant ski de fond et tir, durant son adolescence. Lars Berger rejoint l'équipe nationale de biathlon en 2001 quand il effectue deux premières courses en Coupe du monde à Oberhof. D'abord 60e d'un sprint, il remonte dans la hiérarchie durant la poursuite qui suit pour prendre la 35e place, non loin du top-30 synonyme de points. C'est en décembre 2001 qu'il inscrit ses premiers points en prenant la 28e place d'un sprint organisé à Osrblie. Durant les Championnats du monde 2004, il remporte la médaille d'argent de la mass start et avec le relais masculin norvégien. La même année, il enlève deux titres à l'occasion des Championnats du monde militaires. Il achève la saison 2003-2004 à la cinquième place du classement général de la Coupe du monde.
Alors qu'il participe régulièrement aux épreuves internationales de biathlon, Lars Berger, un des meilleurs fondeurs du circuit de la Coupe du monde de biathlon, décide de participer à titre individuel aux Championnats du monde de ski nordique 2007 organisés à Sapporo au Japon, une participation validée grâce à une quatrième place aux Championnats de Norvège qui précèdent le rendez-vous mondial. Ainsi sélectionné pour l'épreuve du 15 km style libre, aux côtés de son compatriote également biathlète Ole Einar Bjørndalen, il surprend les fondeurs traditionnels en gagnant la course et le titre mondial. Parti avec un faible dossard, il profite des conditions climatiques changeantes qui détériorent la piste pour réaliser cette performance. Il devient ainsi le premier sportif à remporter des médailles la même année lors des Championnats du monde de biathlon et de ski de fond. Lars Berger réalise même le doublé en décrochant l'or lors du relais 4 × 10 km.
Depuis 2001, il effectue régulièrement des courses de ski de fond. Fin 2003, il participe même à de premières épreuves de la Coupe du monde de ski de fond. Dès sa première course, un 15 km en style libre, il termine septième et inscrit de premiers points avant d'intégrer immédiatement le relais norvégien à Beitostølen. Cette participation se solde par un premier podium puisque le quatuor norvégien termine deuxième. En 2005, il participe pour la première fois aux Championnats du monde de ski nordique et remporte la médaille d'or au sein du quatuor norvégien sacré lors du relais 4 × 10 km. Qualifié grâce à une troisième place au niveau national, il échoue au pied du podium du 15 km style libre de ces mondiaux disputés à Oberstdorf. Toutes ces courses de ski de fond demeurent cependant occasionnelles car il se concentre essentiellement sur celles de biathlon. En novembre 2006, il obtient son meilleur résultat dans la Coupe du monde de ski de fond avec une cinquième place à Gällivare. En novembre 2011, il gagne son seul relais en ski de fond à Sjusjøen avec Eldar Rønning, Finn Hågen Krogh et Petter Northug.
En 2008-2009, il est tout d'abord écarté de l'équipe nationale de biathlon après plusieurs contre-performances dues à un tir défaillant. Efficace en Coupe d'Europe, l'antichambre de la Coupe du monde, il effectue un retour rapide et victorieux parmi l'élite en gagnant un sprint à Hochfilzen (Autriche), la quatrième victoire de sa carrière. Il confirme cette performance à l'occasion des Championnats du monde 2009 en remportant deux médailles : l'argent en sprint et l'or avec le relais masculin. Peu de temps après, il gagne le sprint des pré-olympiques de Vancouver. 78e en 2008, il termine l'année 2008-2009 au 17e rang mondial.
En 2010, il participe aux Jeux olympiques d'hiver de 2010 à la fois en biathlon et en ski de fond. N'atteignant pas les vingt premiers en sprint et en poursuite, il est intégré au relais 4 × 10 km de ski de fond et obtient la médaille d'argent avec  Martin Johnsrud Sundby, Petter Northug, Odd-Bjørn Hjelmeset.
En janvier 2011, il gagne le sprint de Ruhpolding, son meilleur résultat en deux ans, en effectuant le troisième sans faute au tir de sa carrière.
En décembre 2013, alors écarté de l'équipe nationale et s'entraînant indépendamment, il remporte sa septième course individuelle en Coupe du monde à l'occasion du sprint en profitant de son petit dossard. Il bat à cette occasion Martin Fourcade, malgré deux erreurs au tir.
Il prend sa retraite sportive en 2015 en raison de problèmes persistants au genou.

## Palmarès

### Biathlon

#### Jeux olympiques d'hiver
| Épreuve / Édition | Vancouver 2010 |
| Sprint            | 46e            |
| Poursuite         | 23e            |
| Individuel        |                |
| Mass start        |                |
| Relais            |                |

#### Championnats du monde
| Mondiaux \ Épreuve   | Individuel               | Sprint                   | Poursuite                | Départ en masse          | Relais                   | Relais mixte                     |
| 2004 Oberhof         | 24e                      | 14e                      | 11e                      | Médaille d'argent, monde | Médaille d'argent, monde | Épreuve inexistante à cette date |
| 2005 Hochfilzen      |                          | 44e                      | 32e                      | —                        | —                        | —                                |
| 2006 Pokljuka        | Jeux olympiques de Turin | Jeux olympiques de Turin | Jeux olympiques de Turin | Jeux olympiques de Turin | Jeux olympiques de Turin | 23e                              |
| 2007 Antholz         | 49e                      | 14e                      | 11e                      | 17e                      | Médaille d'argent, monde | —                                |
| 2009 Pyeongchang     | 34e                      | Médaille d'argent, monde | 5e                       | 29e                      | Médaille d'or, monde     | —                                |
| 2011 Khanty-Mansiïsk | 65e                      | 14e                      | 19e                      | 14e                      | —                        | —                                |
| 2012 Ruhpolding      | —                        | 46e                      | 23e                      | —                        | —                        | —                                |

#### Coupe du monde
- Meilleur classement général : 5e en 2004.
- 3e du classement du sprint en 2004.
- 16 podiums en épreuve individuelle, dont 7 victoires.
- 9 podiums en relais, dont 3 victoires.

##### Classements en Coupe du monde
| Saison    | Classement général final | Sprint | Poursuite | Individuel | Mass start |
| 2001-2002 | 76e                      | 70e    | 71e       | -          | -          |
| 2002-2003 | 43e                      | 36e    | 33e       | -          | -          |
| 2003-2004 | 5e                       | 3e     | 8e        | 17e        | 12e        |
| 2004-2005 | 17e                      | 14e    | 17e       | 48e        | 37e        |
| 2005-2006 | 34e                      | 29e    | 30e       | -          | 37e        |
| 2006-2007 | 27e                      | 16e    | 28e       | 47e        | 35e        |
| 2007-2008 | 78e                      | 82e    | 54e       | -          | -          |
| 2008-2009 | 17e                      | 12e    | 23e       | 55e        | 24e        |
| 2009-2010 | 34e                      | 40e    | 29e       | 42e        | 36e        |
| 2010-2011 | 17e                      | 8e     | 18e       | 51e        | 28e        |
| 2011-2012 | 44e                      | 42e    | 42e       | -          | 39e        |
| 2012-2013 | 53e                      | 58e    | 45e       | -          | 47e        |
| 2013-2014 | 27e                      | 18e    | 38e       | -          | 33e        |

##### Détail des victoires
| Saison \ Épreuve | Sprint                              | Poursuite | Individuel | Mass start | Total |
| 2003-2004        | Hochfilzen Lake Placid Holmenkollen |           |            |            | 3     |
| 2008-2009        | Hochfilzen Vancouver                |           |            |            | 2     |
| 2010-2011        | Ruhpolding                          |           |            |            | 1     |
| 2013-2014        | Hochfilzen                          |           |            |            | 1     |
| Total            | 7                                   | 0         | 0          | 0          | 7     |

#### Championnats d'Europe
- Médaille d'argent du relais en 2008.

#### IBU Cup
- 4 podiums individuels, dont 2 victoires.

### Ski de fond

#### Jeux olympiques
| Épreuve / Édition | Sprint classique | 15 km libre | Poursuite 2 × 15 km | 50 km classique | Relais | Relais                             |
| Épreuve / Édition | Sprint classique | 15 km libre | Poursuite 2 × 15 km | 50 km classique | Sprint | 4 × 10 km                          |
| JO 2010 Vancouver | -                | -           | -                   | -               | -      | Médaille d'argent, Jeux olympiques |

#### Championnats du monde
| Épreuve / Édition | Oberstdorf 2005      | Sapporo 2007         |
| 15 km libre       | 4e                   | Médaille d'or, monde |
| Relais 4 × 10 km  | Médaille d'or, monde | Médaille d'or, monde |

#### Coupe du monde
- Meilleur classement général : 78e en 2007.
- Meilleur résultat individuel : 5e place.
- 2 podiums en relais : 1 victoire et 1 deuxième place.

#### Classements en Coupe du monde
| Saison    | Classement général final | Classement distance | Classement sprint |
| 2003-2004 | 81e                      | 54e                 |                   |
| 2004-2005 | 93e                      | 59e                 |                   |
| 2006-2007 | 78e                      | 46e                 |                   |
| 2007-2008 | 144e                     | 85e                 |                   |
| 2009-2010 | 130e                     | 84e                 |                   |
| 2011-2012 | 107e                     | 67e                 |                   |

#### Championnats de Norvège
- Gagnant du trente kilomètres en 2003.

## Distinctions
Pour sa polyvalence, il a été récompensé par le prix d'honneur Egebergs Ærespris en 2006.